# تومي وليامز
تومي وليامز (بالإنجليزية: Tommy Williams)‏ (1 يناير 1929 - 29 أكتوبر 1979 تشستر المملكة المتحدة) هو لاعب كرة قدم بريطاني.